# Спурий Тарпей Монтан Капитолин
Спурий Тарпей Монтан Капитолин (лат. Spurius Tarpeius Montanus Capitolinus; V век до н. э.) — римский политический деятель, консул 454 года до н. э. Единственный фигурирующий в источниках носитель номена Тарпей (если не считать легендарную Тарпею).
Спурий Тарпей стал консулом вместе с Авлом Атернием. По данным античных авторов, эти магистраты, испуганные судом над консулами предыдущего года, в конфликте между патрициями и плебсом открыто встали на сторону последнего. Они расширили действие старой нормы, позволявшей консулам наказывать за оскорбления и противодействие их власти, на всех должностных лиц республики, и установили максимальный размер штрафа для таких случаев. После многолетних распрей сенату пришлось согласиться на кодификацию права; споры теперь шли о том, кто именно будет составлять законы — только патриции или и патриции, и плебеи.
Когда армия восстала против децемвиров, Спурий Тарпей был в числе трёх консуляров, отправленных сенатом к мятежникам, чтобы узнать их цели (449 год до н. э.). В том же году плебеи, идя навстречу желанию сенаторов, выбрали Тарпея вместе с его коллегой по консульству народными трибунами. Антиковеды полагают, что эта версия событий возникла достаточно поздно, когда римские историки-анналисты попытались создать непротиворечивую комбинацию данных на основе разных источников. Уверенно можно говорить только о том, что Спурий сыграл важную роль в расширении прав плебса.